# Martignat

Martignat este o comună în departamentul Ain din estul Franței.